# Walther Haupt
Julius Albert Walther Haupt (* 21. April 1895 in Dresden; † 22. November 1990 in Görlitz) war ein deutscher Lehrer, Archivar und Numismatiker.

## Leben
Haupt stammte aus der sächsischen Landeshauptstadt Dresden, wo er auch die Schule und das Lehrerseminar besuchte, bevor er als Lehrer tätig wurde. Bereits in jungen Jahren wurde er durch einen praxisverbundenen Heimatkundeunterricht bekannt. Seine Wanderungen mit Schülern wurden legendär. In dieser Zeit war er an der Gestaltung von Reliefs und Hand- und Wandkarten für den Schulunterricht beteiligt. Ferner beteiligte er sich am Schreiben von Ortschroniken, darunter besonders von Wehrsdorf.
Nach dem Zweiten Weltkrieg fertigte er kunstgewerbliche Arbeiten vor allem in Kunsttreibtechnik, bevor er Leiter des Museums auf dem Oybin wurde. Zuletzt wirkte er am Stadtarchiv in Görlitz.
Sein besonderes Interesse galt der Münzforschung der Oberlausitz, deren Kenntnisse er sich autodidaktisch aneignete. Anleitung bekam er noch während seiner Zeit in Dresden durch den Direktor des dortigen Münzkabinetts Walter Schwinkowski. Nachdem er Lehrer in der Oberlausitz wurde, erfolgte seine Ernennung zum Münzsachverständigen der Gesellschaft für Vorgeschichte und Geschichte in Bautzen. In dieser Zeit legte er auch erste Publikationen zu numismatischen Themen Sachsens und der Oberlausitz vor, denen im Laufe seines Lebens noch zahlreiche weitere folgen sollten. Einige seiner Veröffentlichungen wurden auch in der Tschechoslowakei gedruckt.
Daneben veröffentlichte Walther Haupt auch Artikel über volkskundliche und lokalhistorische Themen, wie zum Beispiel Das Zinsregister des Klosters Marienstern (mit Joachim Huth, 1957) oder die Meißner Bistumsartikel von 1495 (1968).

## Ehrungen
- 1980 Kunstpreis der Stadt Görlitz

## Nachlass
Der schriftliche Nachlass von Walther Haupt wird im Sächsischen Staatsarchiv – Hauptstaatsarchiv Dresden als Depositum verwaltet.

## Veröffentlichungen (Auswahl)
- Tabellen zur sächsischen Münzkunde: eine Handreichung für Sammler sächsischer Münzen. Thieme, Dresden 1933.
- Chronik von Wehrsdorf: 1700–1900. Kleißle, Schirgiswalde 1934. (Digitalisat: urn:nbn:de:bsz:14-db-id51359888X8)
- Oberlausitzer Münzfunde des 16. bis 19. Jahrhunderts. In: Werner Coblenz (Hrsg.): Arbeits- und Forschungsberichte zur Sächsischen Bodendenkmalpflege. (= Beiheft 1), Bibliographisches Institut, Leipzig 1956. (Digitalisat: urn:nbn:de:bsz:14-db-id18398612744)
- Das Zinsregister des Klosters Marienstern. Domowina-Verlag, Bautzen 1957. (Digitalisat: urn:nbn:de:bsz:14-db-id17286398599)
- Tabellen zur sächsischen Münzkunde. In: Werner Coblenz (Hrsg.): Arbeits- und Forschungsberichte zur Sächsischen Bodendenkmalpflege. (= Beiheft 3), Deutscher Verlag der Wissenschaften, Berlin 1963. (Digitalisat: urn:nbn:de:bsz:14-db-id183922567X7)
- Die Meissener Bistumsmatrikel von 1495. Historische Kommission der Sächsischen Akademie der Wissenschaften zu Leipzig, Dresden 1968.
- Kleine sächsische Münzkunde. In: Werner Coblenz (Hrsg.): Arbeits- und Forschungsberichte zur Sächsischen Bodendenkmalpflege. (= Beiheft 5), Deutscher Verlag der Wissenschaften, Berlin 1968. (Digitalisat: urn:nbn:de:bsz:14-db-id18392597795)
- Sächsische Münzkunde. Tafeln. In: Werner Coblenz (Hrsg.): Arbeits- und Forschungsberichte zur Sächsischen Bodendenkmalpflege. (= Beiheft 10), Deutscher Verlag der Wissenschaften, Berlin 1974. (Digitalisat: urn:nbn:de:bsz:14-db-id18789184351), auch erschienen bei Tietjen, Hamburg 1974